# Zygopteridales
Die Zygopteridales sind eine ausgestorbene Pflanzengruppe, die nahe der Basis der Farne steht.

## Merkmale
Die Vertreter besitzen dreidimensionale Wedel, die Fiedern in vier Reihen (quadriseriat) tragen. Die Wedel besitzen im Querschnitt charakteristische Stelenkonfiguration, die einem C, E, H, I, X oder Y ähnelt und zur Untergliederung der Ordnung verwendet wurde.
Die Sporangien sind länglich und stehen in großen Gruppen an der Unterseite von Fiederblättchen, oder an der Spitze von Wedel-Zweigen. Die Sporangien besitzen deutlich erkennbare Öffnungsmechanismen (Anulus). Der Anulus ist V-förmig oder besteht aus zwei Längsbändern. Fertile Wedel oder zumindest die fertilen Wedelteile dürften sich bei den meisten Vertretern morphologisch anders gebaut sein.
Die Rhachis ist im Querschnitt radiärsymmetrisch und wird auch als Phyllophor bezeichnet, um sie von den C-förmigen Leitbündeln der Echten Farne abzugrenzen. Das Phyllophor hat bipolare primäre Xylem-Stränge, einige haben endständige Schlaufen. Die Spuren zu den Fiedern verlassen den Xylemstrang als halbmondförmige Leitbündel, von denen weitere Bündel abzweigen. Die Zygopteridales werden manchmal aufgrund der Wedel-Morphologie und -Anatomie in zwei Gruppen unterteilt: Etapteroiden mit vier Reihen von primären Fiedern und offene seitliche Schlaufen; und die Clepsydroiden mit zwei Reihen von primären Fiedern wie bei lebenden Farnen, und einem im Querschnitt uhrglasförmigen Phyllophor.

## Systematik
Die Zygopteridales enthalten nur eine Familie, die Zygopteridaceae. Diese wird von manchen Autoren auch in die Ordnung Coenopteridales gestellt. Die Familie enthält 13 Gattungen mit etwa 45–50 Arten.
Die Vertreter sind:
- Alloiopteris
- Asterochlaenopsis
- Austroclepsis
- Biscalitheca
- Brittsia
- Clepsydropsis
- Corynepteris
- Diplolabis
- Protoclepsydropsis
- Symplocopteris
- Yulebacaulis
- Zygopteris

## Evolution
Die Zygopteridales haben sich vom clepsydroiden Phyllophor-Typ zu den Formen von Zygopteris entwickelt. Im Viséum treten erstmals flache Fiederblättchen auf, sie bleiben aber stets eher klein.
Viele Merkmale weisen auf Anpassungen an trockene Wachstumsbedingungen und hohe Lichteinstrahlung an den Standorten hin. Darunter ist die starke Behaarung, das Vorhandensein von arretierten Sprossspitzen, die eine periodische Dormanz anzeigen.
Die Vorläufer der Zygopteridales dürften baumförmig gewesen sein, so wie die frühesten Formen, die Clesydroiden, auch baumförmig sind. Diese sind unverzweigt (Asterochlaenopsis) oder weisen einen falschen Stamm auf (Symplocopteris und Austroclepsis).
Eine kladistische Untersuchung sah die Zygopteridales zusammen mit den Pseudosporochnales und Rhacophytales in einer Klade, während die Stauropteridales sowie die eusporangiaten und leptosporangiaten Farne zwei weitere Kladen bildeten.

## Belege
- Thomas N. Taylor, Edith L. Taylor, Michael Krings: Paleobotany. The Biology and Evolution of Fossil Plants. Second Edition, Academic Press 2009, ISBN 978-0-12-373972-8, S. 408–418.